# Gottes Zeit ist die allerbeste Zeit
Gottes Zeit ist die allerbeste Zeit, Actus tragicus (BWV 106) – jedna z najwcześniejszych kantat sakralnych Johanna Sebastiana Bacha, napisana w 1707 lub 1708 w Mühlhausen, prawdopodobnie z okazji pogrzebu. Charakterystyczne dla wczesnego okresu twórczości płynne przejścia między poszczególnymi częściami, bez recytatywów.

## Części kantaty
1. Sonatina
2. 1. Chór Gottes Zeit ist die allerbeste Zeit
  2. Arioso (tenor) Ach, Herr, lehre uns bedenken
  3. Aria (bas) Bestelle dein Haus
  4. Chór Es ist der alte Bund
3. 1. Aria (alt) In deine Hände befehl ich meinen Geist
  2. Arioso i chorał (bas i alt) Heute wirst du mit mir im Paradies sein
4. Chorał Glorie, Lob, Ehr und Herrlichkeit

## Obsada
- sopran, alt, tenor, bas
- 2 flety proste
- 2 wiole da gamba
- basso continuo.